# Рудолф Котек
Гроф Рудолф Котек ( ; Долна Крупа (Словачка) 17. април 1870 - Долна Крупа, 11. октобар 1921) био је чешки племић, земљопоседник и задужбинар у Футогу.

## Биографија
Син Рудолфа, припадника угарске гране чешке племићке породице Котек од Xоткова и Војнина, и грофице Марије фон Кевенхилер-Меч. Наследио је посед Футог који се од 1852. налазио у власништву његове породице. На властелинству се налазио и дворац који је гроф Андреас Хадик подигао 1777. године. Када је до њега 1895. дошла железничка мрежа, проширио ју је и прилагодио својим потребама. Као пасионирани ловац увозио је јелене из Словачке на подручје сремских шума, и Горњу и Доњу шуму у Футогу. Узгајао је племениту дивљач. Приходима са Футошког властелинства издржавао је дворац у Кромпахама у Словачкој, где су Котекови имали породичну гробницу. Последње године живота услед болести проводио је у Долној Крупи.
Оженио се Маријом, грофицом Радаји де Рада из угарске магнатске породице. Пошто нису имали деце, значајна средства улагали су у добротворне сврхе. У Футогу су подигли сиротиште Рудолфинум (1893) и болницу са породилиштем и домом за старе Маријанум (1894). Земљиште у Новом Саду, на Футошком путу, уступио је 1893. за изградњу војне пешадијске касарне. Помагао је цркве, па је 3.000 круна дао за обнову српске православне цркве Свети врачеви у Футогу и обезбедио средства за завршетак градње римокатоличке цркве Свeто срце Исусово (1908). Годинама је давао помоћ Добровољном ватрогасном друштву у Футогу, чији је био почасни заповедник.
Након избијања Октобарске револуције у Руском царству велики број емиграната дошао је у Војводину. Гроф Котек је на свом имању у Старом Футогу примио више руских породица, уступивши им читаву једну кућу.
Рудолф Котек умро је 1921. године, и са њим се угасила угарска грана породице. Сахрањен је у породичном маузолеју у Долној Крупи.